# Joanna Bejm
Joanna Bejm (ur. w Lublińcu) – polska piosenkarka, animatorka kultury i kompozytorka z Piaseczna, działająca w obszarze piosenki poetyckiej, jazzu, muzyki świata, dojrzałego popu.

## Życiorys
Ukończyła szkołę muzyczną w Lublińcu w klasie fortepianu oraz studia na Wydziale Dziennikarstwa i Nauk Politycznych UW. Uczyła się śpiewu pod kierunkiem Jacka Mełnickiego i Beaty Pałki w Opolskim Studiu Piosenki oraz na licznych warsztatach wokalnych. Została laureatką m.in. programu telewizyjnego „Szansa na sukces” oraz konkursu „Debiuty” na Krajowym Festiwalu Piosenki Polskiej w Opolu. W 2019 roku ukazała się jej debiutancka płyta z autorską muzyką do wierszy Haliny Poświatowskiej pt. Jesteś.

## Dyskografia
- 2019: Jesteś (Soliton SL 972-2)

## Zespół

### Kwintet (2019-nadal)
- Joanna Bejm – śpiew
- Rafał Stępień – fortepian
- Wojciech Pulcyn – kontrabas
- Sebastian Frankiewicz – perkusja
- Marcin Skaba - skrzypce

### Kwintet (2017-2019)[2]
- Joanna Bejm – śpiew
- Sebastian Iwanowicz – gitara
- Marcin Skaba – skrzypce
- Wojciech Pulcyn – kontrabas
- Gniewomir Tomczyk – perkusja